# Mswati III de Essuatíni
Mswati III (registrado à nascença como Makhosetive; Mbabane, 19 de abril de 1968) é o atual soberano de Essuatíni (antiga Suazilândia), desde a morte de seu pai, Sobhuza II, em 1982. Suas políticas internas e estilo de vida luxuoso levaram a vários protestos do povo de seu país e críticas da comunidade internacional.
Ele é irmão da que foi a grande-rainha do povo Zulu, Mantfombi Dlamini, falecida em 2021, e é, portanto, tio do atual rei dos zulus, Misuzulu Zulu.
Ele e sua família moram na Vila Real de Ludzidzini.

## Juventude
Foi o sexagésimo sétimo filho do rei Sobhuza II e o único de Ntfombi Tfwala, conhecida como Inkosikati LaTfwala, uma das esposas mais jovens do rei Sobhuza II. Nasceu no Raleigh Fitkin Memorial Hospital, somente quatro horas antes da Suazilândia (atual Essuatíni) alcançar a independência do Reino Unido. Viveu sua infância na Residência Real de Etjeni, perto do Palácio Masundwini. Seu nome de nascimento, Makhosetwe, significa Rei das Nações.
Mswati frequentou a Masundwini Primary School e a Lozitha Palace School. Desenvolveu um grande interesse pela Guarda Real, sendo o primeiro jovem cadete da Umbutfo Swaziland Defence Force (USDF). Empregava seu tempo livre treinando com os soldados nos barracões militares de Masundwini, perto da Residência Real de Etjeni.

## Regência
Quando seu pai morreu de pneumonia em 1982, o Conselho Real elegeu ao jovem príncipe de 14 anos, Makhosetwe como futuro rei. Durante os seguintes quatro anos, até sua maior idade, duas mulheres de sua família serviram como regentes: a rainha Dzeliwe Shongwe, no período 1982–1983 e sua mãe, a rainha Ntfombi, entre 1983 e 1986, enquanto terminava sua formação em um colégio da Inglaterra, o Sherborne School.

## Reinado
Foi coroado príncipe em setembro de 1983 e rei em 25 de abril de 1986 (aos 18 anos sendo o rei mais jovem de Essuatíni). O rei e sua mãe, cujo título é Ndlovukazi ou Grande Elefanta, governam juntos.

## Família

### Contexto

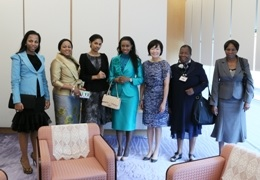
Algumas das esposas do rei em 2013 durante um evento no Japão

O rei é poligâmico, ou seja, tem diversas esposas. As duas primeiras esposas de um rei suazi são escolhidas para ele pelos conselheiros nacionais, já que existem regras complexas sobre a sucessão, sendo a rainha-mãe (a primeira esposa do monarca) a que geralmente escolhe o rei, conforme um ditado tradicional que diz "Inkhosi, yinkhosi ngenina" que significa "um rei é rei por meio de sua mãe". Segundo a tradição, o monarca só pode se casar com suas noivas depois que elas engravidarem, provando que podem ter herdeiros. Até então, elas são chamadas de lipovela (concubinas).

### Esposas

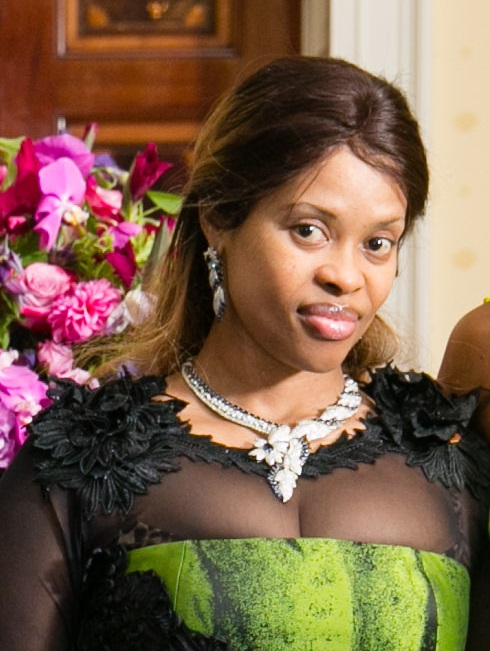
Inkhosikati La Mbikiza em 2014

Tradicionalmente, o rei de Essuatíni escolhe uma nova esposa periodicamente, após um ritual de dança conhecido como Umhlanga Annual Reed Dance. Ele tem cerca de 15 esposas (excluindo as falecidas e as que deserdaram): Inkhosikati LaMatsebula, Inkhosikati LaMotsa, Inkhosikati LaMbikiza, Inkhosikati LaNgangaza, Inkhosikati Magongo, Inkhosikati LaMahlangu, Inkhosikati LaNtentesa, Inkhosikati LaNkambule, Inkhosikati LaFogiyane (também chamada Rainha Sindiswa Dlamini), Inkhosikati LaMashwama, Inkhosikati Thandi Dlamini (Comissária para os Refugiados) e Inkhosikati LaHlophe.

#### Esposas falecidas
- Nothando Dube, também chamada Inkhosikati LaDube: faleceu de câncer em março de 2019. O casal teve duas filhas e um filho. Ela foi a 12ª esposa do rei e, aos 22 anos, foi descoberta tendo um caso com Ndumiso Mamba, o então ministro da Justiça e amigo pessoal de Mswati III. Acabou sendo condenada a prisão domiciliar, depois foi banida da casa real.[14][15][16]
- Nombuso Masango, ou Inkhosikati LaMasango: faleceu em abril de 2018, após cometer suicídio. O casal teve duas filhas.[17]

#### Esposas que deserdaram
- Inkosikati LaMagwaza, Inkhosikati LaHoala e Inkhosikati LaGija.[5][11][12][13]

### Filhos
O rei tem cerca de 40 filhos, sendo o mais velho, com sua primeira esposa Inkhosikati LaMatsebula, o príncipe Sicalo.
Sua filha mais velha (com sua terceira esposa, Inkhosikati LaMbikiza) é a princesa Sikhanyiso Dlamini, Ministra das Comunicações de Essuatíni. Outra de suas filhas, a Princesa Lindiwe, é Ministra das Relações Exteriores.

## Polêmicas
Mswati tem sido criticado por seu estilo de vida, especialmente pela mídia, principalmente pela compra de diversos carros de luxos e construção de mansões para suas mulheres e filhos. De acordo com a lista Forbes de 2009, o rei tem uma fortuna estimada em 200 milhões de dólares.
Ele também é acusado de ser conservador demais, tendo, por exemplo, em 2017 se declarado contra o divórcio, além de não ter feito esforços para democratizar o país.
Ele também já foi acusado de sequestrar mulheres com as quais queria se casar.
Em 2018 Mswati decidiu alterar o nome de seu país de Suazilândia para Essuatíni, alegando que era necessário abandonar o nome da era colonial, que havia sido dado pelos britânicos. Além disso, segundo o rei, o antigo nome em inglês (Swaziland) era frequentemente confundido com Switzerland (Suíça).
Em abril de 2020 a imprensa internacional reportou que o rei estaria "gravemente doente" de COVID-19, mas no dia 7 de maio o governo no país, que já havia negado os boatos, divulgou duas fotos de Mswati, uma delas com ele sentado no trono e outra usando uma máscara de proteção.

### Protestos de 2021
Em meados de 2021, uma onda de protestos a favor da democracia e contra o governo de Mswati levou milhares de pessoas às ruas. Dezenas de pessoas acabaram morrendo ao entrar em conflito com as forças militares e outras dezenas também ficaram feridas. Para tentar conter as manifestações, proibidas no país, o governo chegou a impor um toque de recolher e a colocar as duas principais cidades do país, Manzini e Mbabane, sob controle militar. A internet também chegou a ser cortada.
Em outubro de 2021, bispos da Conferência Episcopal da África do Sul (SACBC), num encontro com o Primeiro-Ministro Sipho Cleopas Dlamini, pediram que houvesse "esforços para resolver pacificamente as tensões e criar um ambiente favorável para o desenvolvimento e a promoção da justiça".

## Curiosidades
- Em 2019, o príncipe Majaha (terceiro filho do rei e primeiro com sua 2ª esposa, Inkhosikati LaMotsa) anunciou seu namoro com Nothando Hlophe, sendo o primeiro dos filhos do rei a apresentar publicamente sua namorada.[28]
- Também em 2019, o Zambian Observer publicou que o rei havia ordenado a cada homem no país a se casar ao menos duas vezes. No entanto, o porta-voz do governo negou o anúncio e disse que a matéria era "não só um insulto à monarquia e à cultura do país, mas também uma desgraça para o jornalismo".[29]
- A denominação oficial do rei no território essuatiniano é seguida do epíteto "louvado seja Seu nome", tradição que se mantém desde o reinado de Sobhuza II, seu pai.[carece de fontes?]